# Führerbunker
Führerbunker je bio kompleks od dva podzemna skloništa u Berlinu kojeg je u posljednjim tjednima Nacionalsocijalizma koristio Adolf Hitler kao svoj glavni stožer. U tom razdoblju je Führerbunker bio središte nacističkog režima.
Nalazio se ispod kancelarije Reicha (Reichskanzlei) u središtu Berlina. Kompleks se sastojao od dva povezana skloništa: Vorbunkera (prednji bunker) koji je izgrađen 1936. godine i Hauptbunkera (glavni bunker) koji je završen 1944. godine.
Vorbunker je bio veličine 15,50 m × 18,50 m. Nalazio se na dubini od 6,4 m. Visina prostorija iznosila je 3,05 m. Sastojao se od 23 prostorije, sanitarnog čvora i kuhinje.
Hauptbunker, istih dimenzija i broja prostorija, nalazio se na dubini od 8,5 m. U njemu su bile sobe Adolfa Hitlera, Josepha Goebbelsa i Eve Braun.
Führerbunker su koristili:
- Adolf Hitler – od 16. siječnja do 30. travnja 1945.
- Eva Braun – od 7. ožujka 1945 do 30. travnja 1945.
- Joseph Goebbels – od 22. travnja 1945. do 1. svibnja 1945.
- Magda Goebbels – od 22. travnja 1945. do 1. svibnja 1945.
- Hermann Göring – do 20. travnja 1945.
- Heinrich Himmler – do 20. travnja 1945.